# For Teenagers Only
| Recensione | Giudizio |
| ---------- | -------- |
| AllMusic   |          |

For Teenagers Only è un album del cantante statunitense Bobby Darin, pubblicato dall'etichetta discografica Atco Records nel settembre del 1960 

## Tracce

### LP
Lato A
1. I Want You with Me – 2:17 (Woody Harris) – Registrato il 16 luglio 1958 a New York
2. Keep a Walkin' – 1:51 (Neil Sedaka, Howard Greenfield) – Registrato il 16 luglio 1958 a New York
3. You Know How – 2:02 (Bobby Darin) – Registrato il 22 luglio 1959 a New York
4. Somebody to Love – 2:12 (Bobby Darin) – Registrato il 22 luglio 1959 a New York
5. I Ain't Sharin' Sharon – 2:09 (Doc Pomus, Morty Shuman) – Registrato il 5 dicembre 1958 a New York
6. Pity Miss Kitty – 2:04 (Woody Harris) – Registrato il 16 luglio 1958 a New York

Lato B
1. That Lucky Old Sun – 2:36 (testo: Haven Gillespie – musica: Beasley Smith) – Registrato il 29 ottobre 1958 a New York
2. All the Way Home – 1:50 (Otis Blackwell, Luther Dixon) – Registrato il 24 gennaio 1958 a New York
3. You Never Called – 2:03 (Woody Harris) – Registrato il 24 gennaio 1958 a New York
4. A Picture No Artist Could Paint – 2:12 (Aaron Schroeder) – Registrato il 29 ottobre 1958 a New York
5. Hush, Somebody's Calling My Name – 1:52 (Clyde Otis, Cynthia Young, Belford Hendricks) – Registrato il 5 dicembre 1958 a New York
6. Here I'll Stay – 2:16 (testo: Alan Jay Lerner – musica: Kurt Weill) – Registrato il 29 ottobre 1958 a New York

## Musicisti
- Bobby Darin - voce
- Altri musicisti non accreditati

Note aggiuntive
- Ahmet Ertegun e Jerry Wexler - supervisori e produttori
- Registrazioni effettuate a New York City il 24 gennaio, 16 luglio, 29 ottobre e 5 dicembre del 1958; 22 luglio 1959
- Tom Dowd - ingegnere delle registrazioni
- Curt Gunther-Topix - fotografia copertina frontale album
- Garrett/Howard - fotografie centrale e retrocopertina album[5]

## Classifica
Singoli
| Anno | Titolo del brano | Classifica        | Posizione raggiunta |
| ---- | ---------------- | ----------------- | ------------------- |
| 1960 | Somebody to Love | Billboard Hot 100 | 45                  |